# Juha Wuolijoki

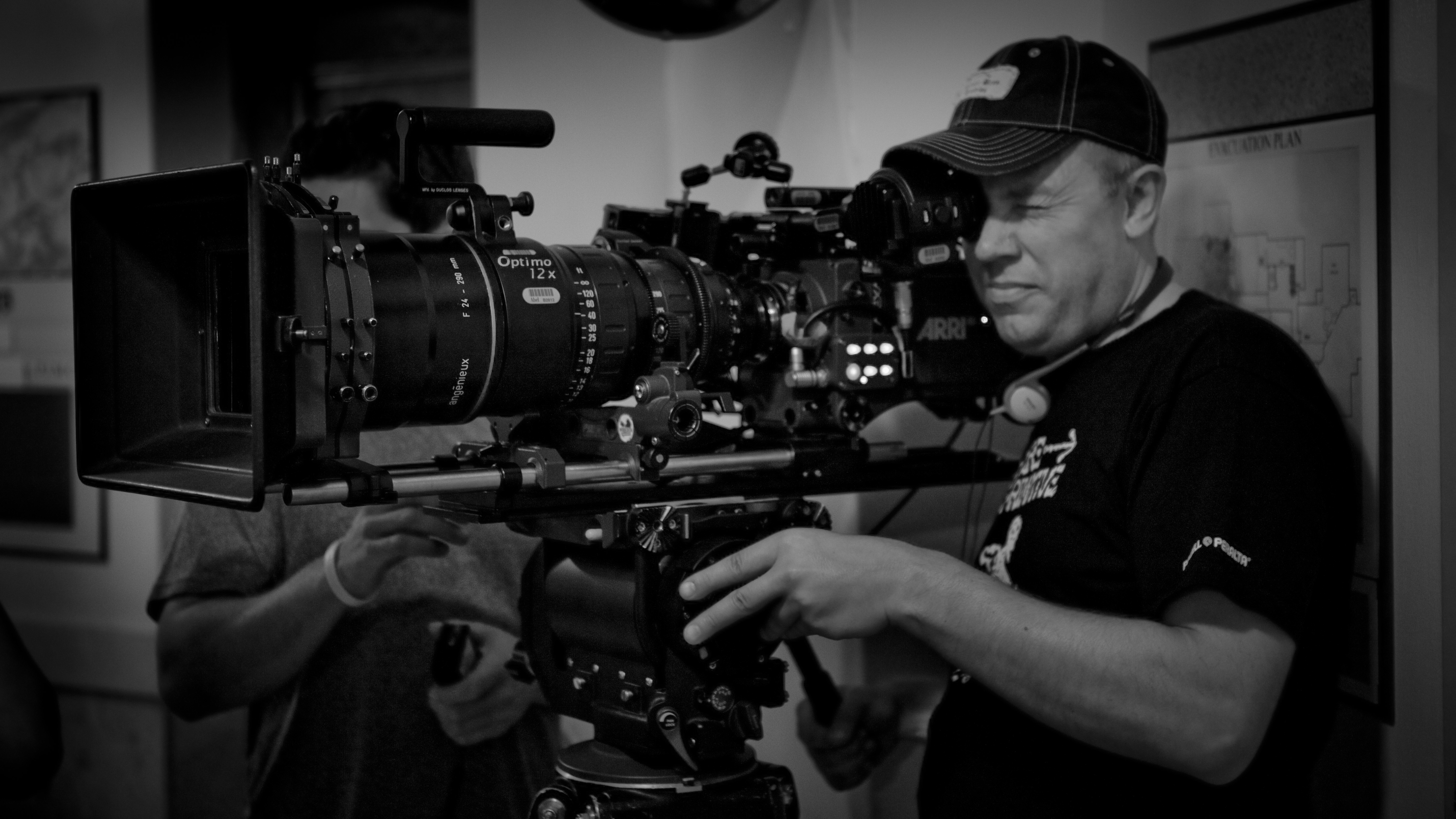
Juha Wuolijoki bei der Arbeit

Juha Wuolijoki (* 10. November 1969 in Finnland) ist ein finnischer Regisseur, Autor, Produzent, Gründer und Geschäftsführer der Produktions- und Vertriebsfirma „Snapper Films“. Snapper Films wurde 1998 gegründet, hat seinen Sitz in Helsinki und Los Angeles und ist eine der führenden Produktionsfirmen in Finnland.

## Karriere
Juha Wuolijoki besuchte die University of Arts and Design und machte dort 1995 seinen Abschluss als Master of Arts. Seine erste Inszenierung war der Kurzfilm Paulie, bei dem er auch das Drehbuch schrieb. Sein erster bedeutender Film wurde 2004 der finnischsprachige Fernsehfilm Gourmet Club, der den Venla Award erhielt, als bester Fernsehfilm des Jahres sowie den Golden Nymph Award für das beste Drehbuch beim 45. Monte Carlo Television Festival und den Best Foreign Film auf der Long Island International Film Expo in New York.
2007 folgte der Familienspielfilm Wunder einer Winternacht – Die Weihnachtsgeschichte, den Wuolijoki bei Snapper Films produzierte. Er wurde der erfolgreichste finnische Film des Jahres und lief in 120 Länder in den Kinos. Er wurde für mehrere internationale Festivals ausgewählt und gewann beim 10. Sarasota Film Festival einen Publikumspreis. In Finnland erhielt der Film zwei Jussi Awards und wurde 2008 und 2009 erneut im Kino veröffentlicht. Auf DVD/Blu-ray war er der erste finnische Spielfilm, der Platin (100.000 Einheiten) erreichte.
Unter der Regie und Produktion von Wuolijoki wurde das finnische Spielfilmdrama Hella W im Januar 2011 in Finnland und Skandinavien im Kino uraufgeführt und gewann in Finnland zwei Jussi Awards. 2012 produzierte Wuolijoki den Film Ella und das große Rennen, der zum Kassenschlager in den Kinos wurde und noch im selben Jahr mit Timo Parvelas: Ella und der Superstar fortgesetzt wurde.
2014 produzierte Wuolijoki Zarra's Law, ein Krimidrama, das in New York spielt und mit Tony Sirico, Brendan Fehr, Erin Cummings und Burt Young besetzt ist.
Neben Filmen hat Wuolijoki auch zahlreiche Hörspiele inszeniert, adaptiert und übersetzt.
Juha Wuolijoki ist Mitglied des Producers Council der Producers Guild of America (PGA) und der European Film Academy (EFA).

## Filmografie
- 2004: Gourmet Club (Regie)
- 2005: Kaikki kunnossa (Regie, Fernsehserie, 4 Folgen)
- 2007: Wunder einer Winternacht – Die Weihnachtsgeschichte (Regisseur, Produzent, Autor)
- 2011: Hella W (Regisseur, Produzent, Co-Autor)
- 2011: Sommer auf dem Land (Co-Produzent)
- 2011: Let My People Go! (Produzent: Finnland)
- 2012: Ella und das große Rennen (Produzent)
- 2012: Timo Parvelas: Ella und der Superstar (Produzent)
- 2014: Zarra's Law (Regisseur, Produzent)
- 2015: Shamitabh (Produzent, Finnland)